# ロスアルトス (中央アメリカ)

ロスアルトス州
Estado de Los Altos

ロスアルトス（スペイン語: Estado de Los Altos）は、1830年代に中央アメリカ連邦共和国の6番目の州（Estado）として加わった中央アメリカの一地域。首都はケツァルテナンゴで、現在のグアテマラ西部、それにメキシコ・チアパス州の一部を占める位置にあった。ロスアルトスとは、スペイン語で「高地」を意味する。
ロスアルトスは元々、ケツァルテナンゴおよび中央アメリカ西部の諸地域とグアテマラ市との政治的な対立と緊張によって生まれた。グアテマラからの分離を目指す議論は、中央アメリカのスペインからの1821年の独立直後から始まっている。州の分離は1824年11月の連邦政府議会により決定されたが、グアテマラ市からは分離方針に対し大きな反対の声があった。
グアテマラからのロスアルトスの独立は1838年2月2日に正式に公布された。連邦政府はロスアルトスを6番目の構成体とし、同年6月5日には連邦議会に同州代表の席を用意した。ロスアルトスの旗は、連邦の国旗を変形させたもので、中央に火山とケツァール（この地域を代表する鳥で、自由の象徴）を配したものだった。ケツァールを国旗に配した例はこれが初めてのことだった（1871年からはグアテマラの国旗にも現われる）。
まもなく連邦が内戦状態に陥ると、ロスアルトスは独立共和国となることを宣言した。1840年、ケツァルテナンゴおよびロスアルトスの大部分がグアテマラのラファエル・カレーラ軍の手に落ちた。同年4月2日、ロスアルトス政府指導部の大半が逮捕され、カレーラの命令により処刑された。混乱した状態をついて、メキシコが連邦の一部であった現在のチアパス州東部の地域を編入した。
1844年、1848年、1849年と、カレーラ独裁政権に対する反乱が相次いで起き、ロスアルトスの再独立を宣言したが、すぐに鎮圧された。
今日でもこの地域は独自性を保っており、「ロスアルトス」はケツァルテナンゴ周辺を表現する通称となっている。同様に、メキシコでもかつてこの国の一部となっていた地域は「チアパス州ロスアルトス」と呼ばれている。